# نینون سویا
نینون سویا (انگلیسی: Ninón Sevilla؛ ۱۰ نوامبر ۱۹۲۹ – ۱ ژانویهٔ ۲۰۱۵) هنرپیشه، خواننده و رقاص اهل مکزیک بود. وی بین سال‌های ۱۹۴۶ تا ۲۰۱۴ میلادی فعالیت می‌کرد. سویا اصلیتی کوبایی داشت و از بازیگران برجسته عصر طلایی سینمای مکزیک به شمار می‌رفت.